# Arthur Andrews (Radsportler)
Arthur Fleming Andrews (* 1. September 1876 in Muncie, Indiana; † 20. März 1930 in Long Beach, Kalifornien) war ein US-amerikanischer Radrennfahrer.

## Werdegang
Arthur Andrews stammte aus der Nähe von Indianapolis und war vor allem als Langstreckenfahrer bekannt.
Bei den Olympischen Spielen 1904 in St. Louis startete er für die Vereinigten Staaten in den Radsportwettbewerben, die allesamt im Francis Field ausgetragen wurden. Im 25-Meilen-Rennen übernahm er zwei Runden vor Schluss die Führung und wurde auf der Gegengeraden der etwa 1150 m langen Bahn in der letzten Runde von Burton Downing überholt, der mit anderthalb Längen Vorsprung auf Andrews Gold gewann.
Im von einem schweren Sturz geprägten Rennen 5 Meilen gewann Andrews hinter Charles Schlee und George Wiley die Bronzemedaille. In den Sprintrennen über ¼ Meile und ½ Meile schied er jeweils in den Vorläufen aus.